# Bitka na Bosworthskem polju
Bitka na Bosworthskem polju ali bitka pri Bosworthu 22. avgusta 1485 je bila zadnja in najpomembnejša bitka vojne vrtnic, državljanske vojne, ki je divjala v Angliji od leta 1455 med hišo Lancaster in hišo York, dvema vejama dinastije Plantagenet. V bitki sta se spopadla Henrik Tudor, vodja ostankov dinastije Lancaster, in Rihard III., angleški kralj in vodja dinastije York. Kasneje se je v bitko na Henrikovi strani vmešal baron Thomas Stanley, ki je bil dotlej nevtralen. 

## Ozadje
Henrik Tudor je bil leta 1485 zadnji preostali kandidat iz rodbine Lancaster za angleški prestol. Med izgnanstvom v Franciji mu je uspelo zbrati zadostno podporo francoske in škotske kraljeve družine. Z obljubo, da se bo poročil z Elizabeto Yorško, hčerko Edvarda IV., si je pridobil podporo tudi v jorškem taboru. Ko je Rihard III. iz hiše York izvedel, da Henrik Tudor načrtuje invazijo na Anglijo, je v Nottinghamu zbral svojo vojsko in upal, da bo hitro udaril na mesto, kjer se bo Henrik Tudor izkrcal. 
Henrik je zapustil Francijo 1. avgusta 1485 z vojsko 600 izgnancev in 2000 francoskih in škotskih plačancev. 7. avgusta je pristal v Milford Havenu v Walesu v upanju, da bo prek svojega strica Jasperja Tudorja pridobil dodatno podporo v Walesu. Razen tega je poskušal stopiti v stik s svojim očimom, Thomasom, lordom Stanleyjem.
Rihard se je s svojimi četami pod poveljstvom Ivana Howarda, vojvode Norfolškega, in vojsko pod poveljstvom Henrika Percyja, grofa Northumberlandskega, premaknil proti mestu Sutton Cheney. Richmond se je s svojimi četami utaboril štiri milje stran pri Whitemoorsu. Stanleyji so se  postavili nekoliko stran od obeh vojsk.

## Bitka
22. avgusta zjutraj je Rihard postavil svojo vojsko v eno samo vrsto z dvema kriloma namesto predhodnice, centra in zaledja. V središču je bila pehota, na bokih pa konjenica. Richmond, ki je imel malo vojaških izkušenj, je ostal v rezervi. 
Bitko so začeli z lokostrelci. Henrikove čete so se nato začele med obstreljevanjem Rihardovega topništva prebijale skozi močvirje proti Richardovim četam. Ker se Norfolk s svojimi enotami ni hotel vključiti v bitko, se je začel oster boj mož na moža brez kakšnega velikega Rihardovega uspeha. Ko so se v bitko vključile Norfolkove enote, je bil Norfolk ubit, njegove čete pa odbite. Grof Northumberlandski v bitki sploh ni sodeloval z obrazložitvijo, da mora paziti na Stanleyjeve čete.
Nekaj časa je kazalo, da bi Rihard lahko zmagal. Njegovo osebno spremstvo se je prebilo do Henrika in ga skoraj ujelo, potem pa se je v bitko vmešal Stanley.  Njegove enote so obkolile Riharda in njegovo spremstvo in Riharda ubile. Kraljeva vojska je nato razpadla.

## Posledice
Bitka pri Bosworthu je zaznamovala konec hiše York. V bitki je umrlo veliko njenih članov, vključno z vojvodo Norfolškim. Grof Northumberlandski, ki je v bitki zaradi nedejavnosti ostal večinoma nevtralen, je bil ujet, a kasneje izpuščen. Dovoljeno mu je bilo, da se vrne na svoja posestva, vendar je zaradi svojega odnosa v boju postal na severu Anglije zelo nepriljubljen. Thomasa Stanleyja je Henrik VII. za njegov prebeg nagradil z naslovom grofa Derbyja. 
Henrik, ki se lahko šteje za predstavnika "rdeče vrtnice" nekdanje hiše Lancaster, se je poročil s hčerko pokojnega kralja Edvarda IV. in s tem naslednico hiše York. S tem se je v veliki meri končal hud spor med obema plemiškima hišama, tudi zato, ker je v bitki padel velik del hiše York. Henrik se je moral uveljaviti proti pretendentom, kot je bil Lambert Simnel, ki je leta 1487 izgubil bitko pri Stoku, s katero se je končala vojna dveh rož. 
Angleški prestol so nasledili Tudorji, ki so vladali 120 let do smrti Elizabete I.